# Матеу Ортонеда

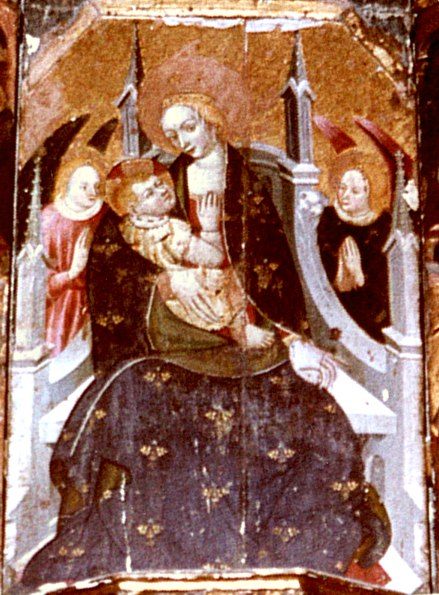
Робота художника у вівтарі церкви Сулібеля

Матеу Ортонеда (кат. Mateu Ortoneda) — каталонський художник арагонського походження, який проживав у Таррагоні протягом xv століття. Брат Паскуаля Ортонеди.
Зберігаються триптих святої Катерини Олександрійської, вівтарний образ церкви Сулібеля та вівтарний образ гільдії фермерів Сант-Льоренс (1419), підписані ним.